# Блэр, Роберт
Роберт Блэйр (англ. Robert Blair; 1699—1746) — британский поэт и переводчик.

## Биография
Роберт Блэр родился в Эдинбурге в 1699 году. Он был старшим сыном преподобного Роберта Блэра, одного из священников шотландского короля. В 1731 году будущий поэт, получив образование в университете Эдинбурга и в Нидерландах, переехал в Ательстанфорд, Восточный Лотиан. В 1738 году он женился на Изабелле, дочери профессора Уильяма Лоу. В этом браке родилось шестеро детей. Богатство семьи позволило Блэйру заниматься любимыми увлечениями: садоводством, а также изучением английской поэзии и поэтов.
За всю свою жизнь Блэр опубликовал лишь три поэмы. Одна из них была посвящена его тестю, другая являлась переводом, а наибольшую славу и популярность принесла Блэру третья поэма («Могила», 1743), для которой несколько иллюстраций выполнил известный английский художник и поэт Уильям Блейк.
Блэйр скончался 4 февраля 1746 года в Ательстанфорде, в возрасте 46 лет.

## Поэма «Могила» (1743)

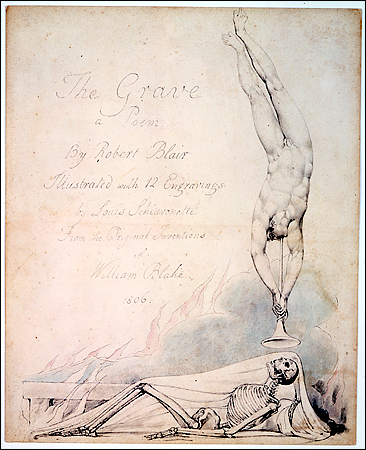
The Skeleton Reanimated, одна из иллюстраций Уильяма Блейка к поэме Роберта Блэйра «Могила» (1743)

Поэма Роберта Блэра «Могила» (англ. The Grave) состоит из 767 строчек, написанных белым стихом на тему смерти и кладбища. Текст поэмы весьма неоднороден: некоторые строки по-настоящему возвышенны и величественны, но иногда автор впадает в банальность. Религиозные мотивы произведения, несомненно, благоприятствовали его популярности. Особенно большим успехом поэма пользовалась в Шотландии, где она положила начало так называемой «школе кладбищенской поэзии».
Известности поэмы в наши дни в немалой степени способствовали иллюстрации, сделанные английским художником и поэтом Уильямом Блейком по заказу Роберта Кромека. Рисунки Блейка были выгравированы Луиджи Скьявонетти и опубликованы в 1808 году.